# Jana Fischerová
Jana Fischerová (Havlíčkův Brod, 2 de agosto de 1955) es una política, profesora e ingeniera checa.

## Biografía
Desde 2010 a 2017, fue miembro de la Cámara de Diputados del Parlamento, de 2000 a 2020 representante de la Región de Vysočina (de 2016 a 2020 también vicegobernadora), de 2006 a 2010 Alcalde de Havlíčkův Brod, miembro de ODS. Es la jefa de la delegación checa CLRAE del Consejo de Europa.
Contrajo matrimonio y tiene dos hijos.